# تيري أندرسون (لاعب كرة قدم أمريكية)
تيري أندرسون (بالإنجليزية: Terry Anderson)‏ هو لاعب كرة قدم أمريكية أمريكي، ولد في 10 يناير 1955 في إيستوفر في الولايات المتحدة.